# Velencesjön
Velencesjön (ung. Velencei-tó) är en ungersk insjö. Den är belägen väster om Budapest och nordöst om Balaton. Velencesjön är Ungerns tredje största sjö, med en yta på cirka 25 kvadratkilometer. Den är som längst 10,8 kilometer i längdled.

## Beskrivning
Velencesjön är som de allra flesta ungerska sjöar en grund slättsjö. Den har ett medeldjup på endast 1,6 meter, och cirka en tredjedel av dess yta är täckt av bladvass. Den avloppslösa sjön har därför en föga väldefinierad avgränsning. Tack vare ett högt genomsnitt på 2 050 årliga soltimmar är den grunda sjön sommartid en av Europas varmaste, och sjövattnet kan under sommaren nå en temperatur på 26–28 grader.
Vid sjön finns de små badorterna Agárd och Gárdony i söder och Velence i sydöst.

## Bildgalleri

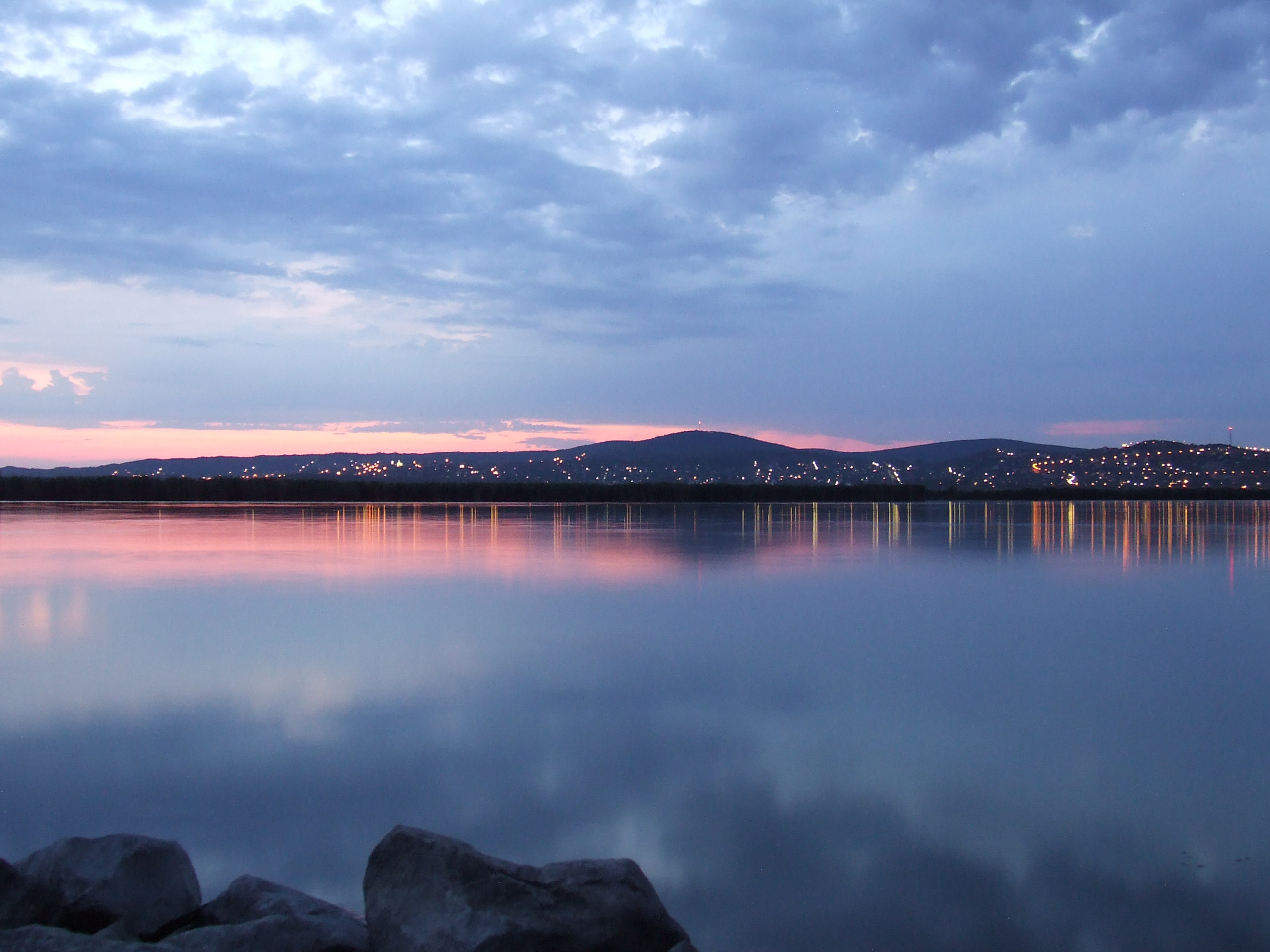
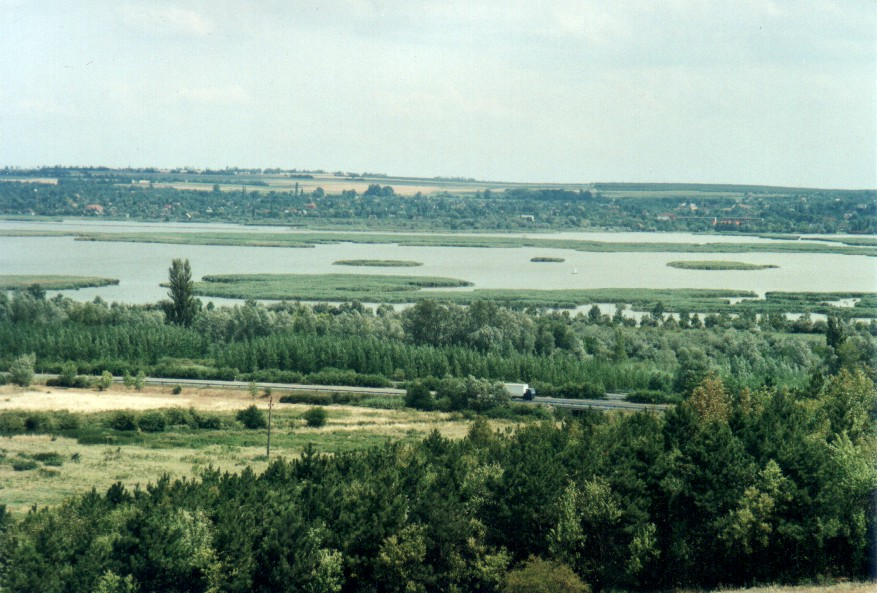
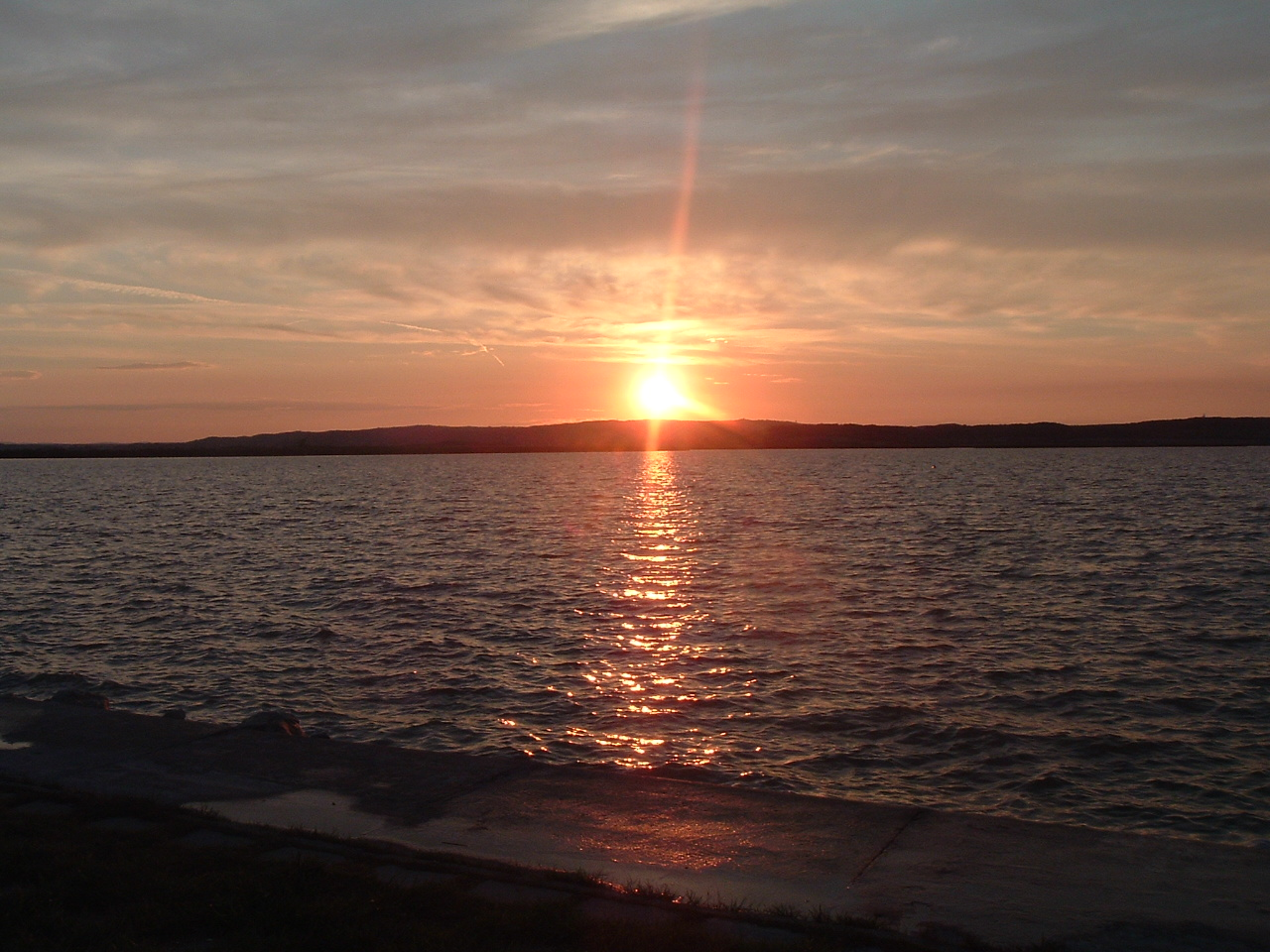